# Schizachyrium spicatum
Schizachyrium spicatum är en gräsart som först beskrevs av Kurt Sprengel, och fick sitt nu gällande namn av Wilhelm Franz Herter. Schizachyrium spicatum ingår i släktet Schizachyrium och familjen gräs. Inga underarter finns listade i Catalogue of Life.